# Ie (fortalesa)
Ie era una fortalesa hitita situada al sud-est del país, propera a la frontera de Kizzuwatna, que el rei Idrimi d'Alalakh va destruir amb total impunitat cap a l'any el 1460 aC.
Idrimi era lleial al rei hurrita de Mitanni en guerra amb els hitites, i tenia un tractat amb el regne de Kizzuwatna pel qual podia entrar en territori hitita i saquejar-lo.